# Laurin & Klement Typ 1

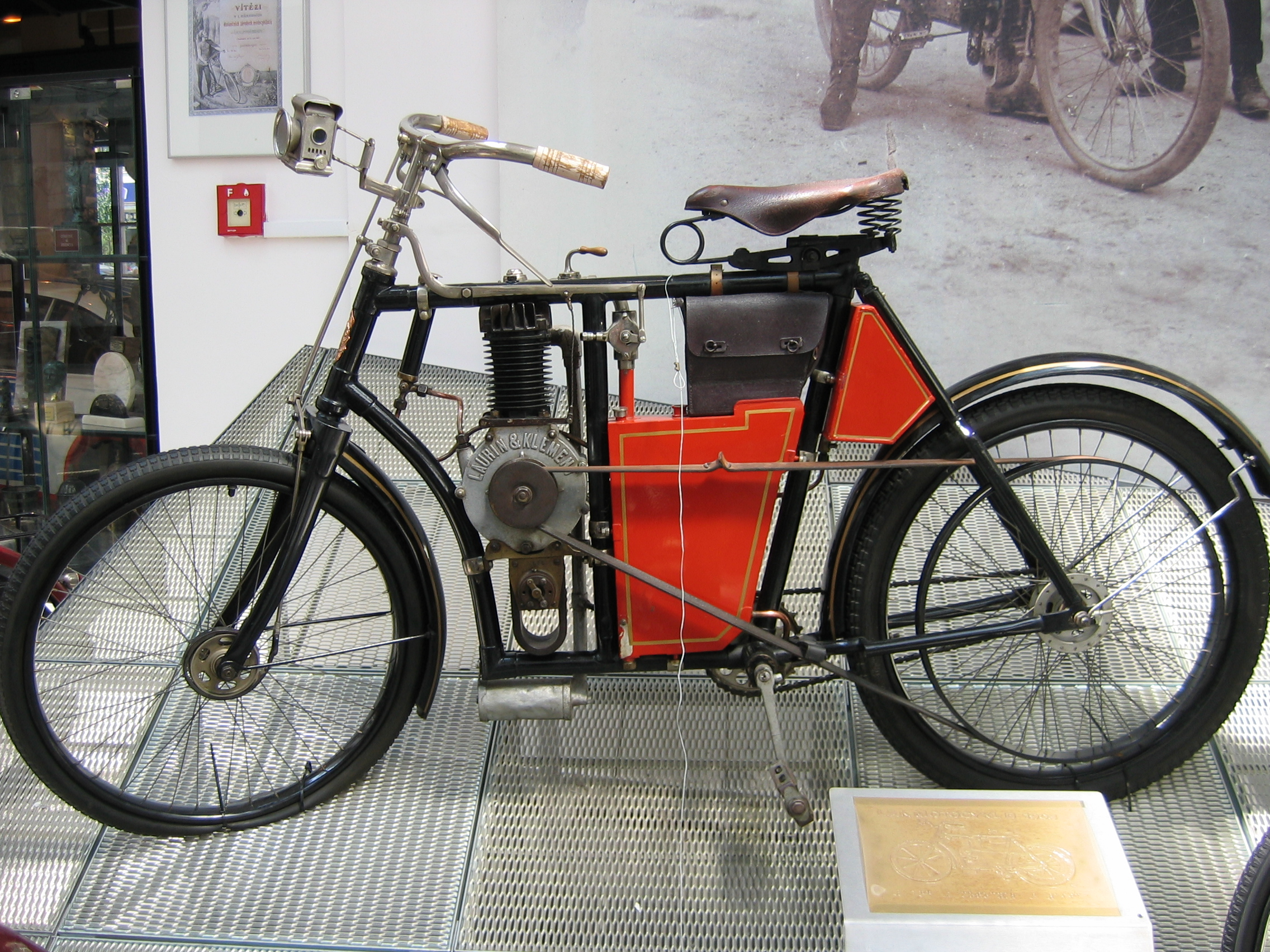
Laurin & Klement Typ 1 ¾

Laurin & Klement Typ 1 byl první motocykl vyrobený na území bývalého Rakouska-Uherska. Tento stroj vyšel z dílny mladoboleslavského výrobce jízdních kol, motocyklů a automobilů firmy Laurin & Klement. První hotové motocykly této série, Typ 1 ¼ a Typ 1 ¾, byly novinářům představeny 11. listopadu 1899 v Praze Bubnech.

## Vývoj a technické údaje

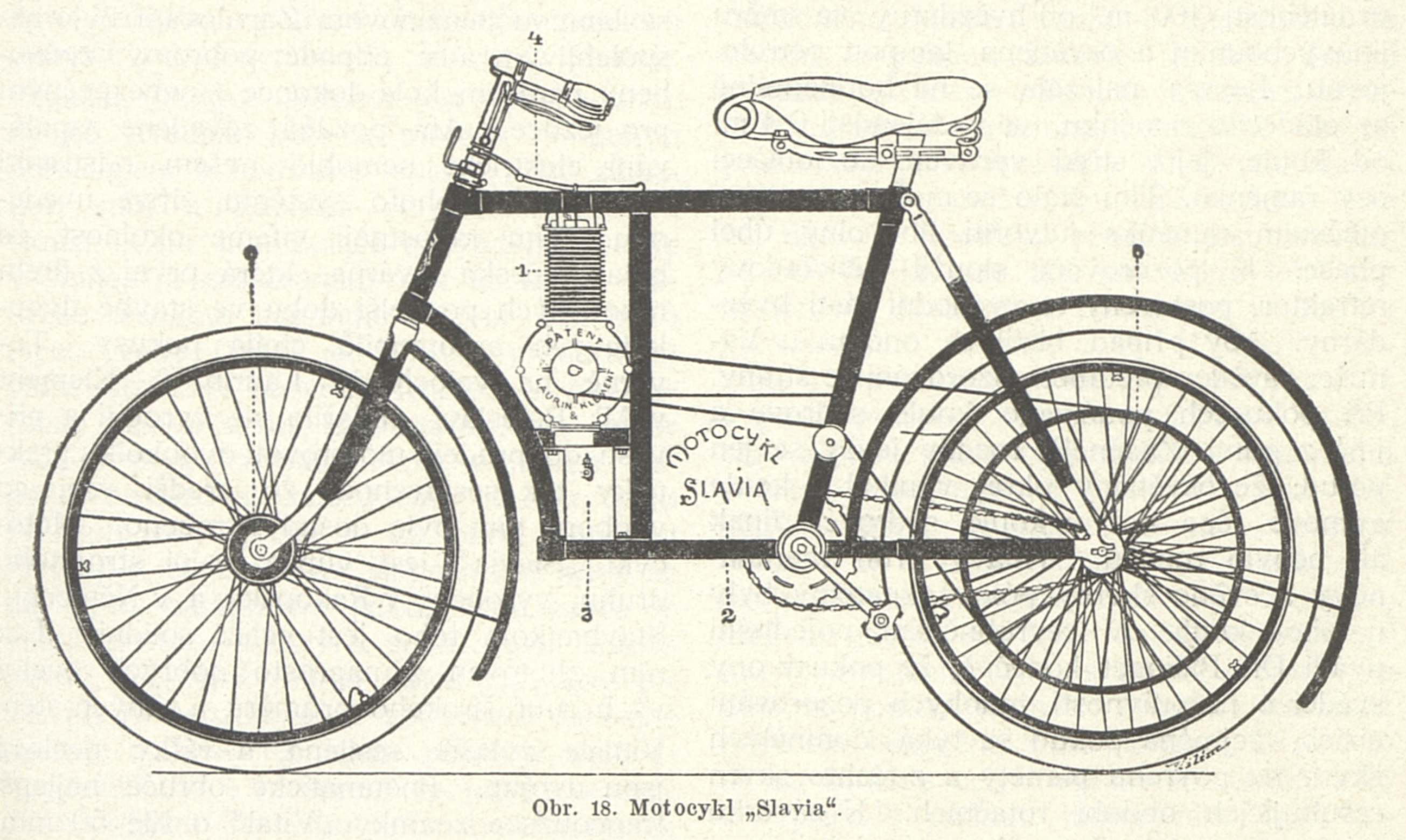
Nákres motocyklu z časopisu Epocha (leden 1900)

Od roku 1897 ovládaly motocyklové pole především francouzské stroje De Dion-Bouton a bratří Wernerů. Proto se Václav Klement vydal do Paříže, aby si tam mohl motocykly bedlivě prostudovat. Získal tam k testování jeden stroj vyrobený bratry Wernerovými. Vylepšení, jež na něm Laurin s Klementem provedli – přemístění náhonu z předního kola na zadní pomocí koženého řemenu a uložení motoru do rámu místo na přední vidlici – převzali bratři Wernerové hned u svého příštího modelu.
Typ 1 ¼ byl vybaven vzduchem chlazeným jednoválcovým motorem o obsahu 184 cm3 (vrtání 60 mm, zdvih 65 mm). Typové označení udávalo současně výkon 1,25 hp. Typ 1 ¾ měl motor s objemem 211 cm3 (vrtání 62 mm, zdvih 70 mm) a výkon 1,75 hp. Následně montované motory Werner s řízeným výfukovým ventilem a automatickým sacím ventilem byly vybaveny elektrickým kontaktním zapalováním a dosahovaly 1200 otáček za minutu.
Pokračující vývoj přinesl na přelomu století i rostoucí odbyt, k němuž přispěly zejména úspěchy strojů Laurin & Klement v motocyklových závodech. Do roku 1914 vyrobila továrna Laurin & Klement asi 3000 motocyklů.